# S Delphini
S Delphini är en pulserande variabel av Mira Ceti-typ i stjärnbilden Delfinen. 
Stjärnan varierar mellan magnitud +8,3 och 12,4 med en period av 277,75 dygn.